# Tricladida
Os tricládidos (Tricladida) constituem uma ordem biológica de turbelários não parasitas, de vida livre. Podem viver em ambiente aquáticos marinhos (subordem Maricola), de água doce (famílias Planariidae, Dendrocoelidae, Kenkiidae, Dugesiidae) e terrestres (família Geoplanidae).

## Descrição
Os tricládidos caracterizam-se por apresentar um intestino tubular ramificado em três partes: uma anterior e duas posteriores, cada uma possuindo cecos e ovários situados anteriormente, próximos à faringe. Esta faringe comunica-se com os três ramos principais do intestino e pode servir para a excreção.

## Classificação e  filogenia
Atualmente a ordem Tricladida é subdividida em três subordens, Maricola, Continenticola e Cavernicola, mas deste último pouco se sabe. Maricola é constituido pelas planarias marinhas, enquanto Continenticola é formado por quatro famílias de água doce e uma família terrestre, chamada Geoplanidae.
Antigamente os tricládidos eram classificados segundo a sua ecologia, Paludicola (planárias de água doce), Terricola (plánarias terrestres) e Maricola (plánarias marinhas). . Hoje, sabe-se que o grupo Paludicola é parafilético, já que segundo estudos moleculares e morfólogicos o grupo Terricola seria derivado a partir de plánarias de água doce e portanto deveria agrupar-se com estas. As plánarias terrestres seriam assim grupo irmão de Dugesidea. Em 1998 Carranza et al.  propuseram que tanto os tricládidos terrestres quanto os dulcíquolas fossem agrupados em um clado monofilético denominado Continenticola. Este grupo foi finalmente criado em 2009.

### Taxonomia
Classificação taxonômica de Tricladida segundo Sluys et al. 2009:
- Ordem Tricladida
  - Subordem Maricola
    - Superfamília Cercyroidea
      - Família Centrovarioplanidea
      - Família Cercyridae
      - Família Meixnerididae

    - Superfamília Bdellouroidea
      - Família Uteriporidae
      - Família Bdellouridae

    - Superfamília Procerodoidea
      - Família Procerodidae

  - Subordem Cavernicola
    - Família Dimarcusidae

  - Subordem Continenticola
    - Superfamília Planarioidea
      - Família Planariidae
      - Família Dendrocoelidae
      - Família Kenkiidae

    - Superfamília Geoplanoidea
      - Família Dugesiidae
      - Família Geoplanidae